# (4859) Fraknoi
(4859) Fraknoi – planetoida z pasa głównego asteroid okrążająca Słońce w ciągu 3 lat i 156 dni w średniej odległości 2,27 j.a. Została odkryta 7 października 1986 roku przez Edwarda Bowella. Przed nadaniem nazwy planetoida nosiła oznaczenie tymczasowe (4859) 1986 TJ2.